# Ледброк-гроув (станція метро)
51°31′02″ пн. ш. 0°12′38″ зх. д. / 51.5172° пн. ш. 0.2106° зх. д.

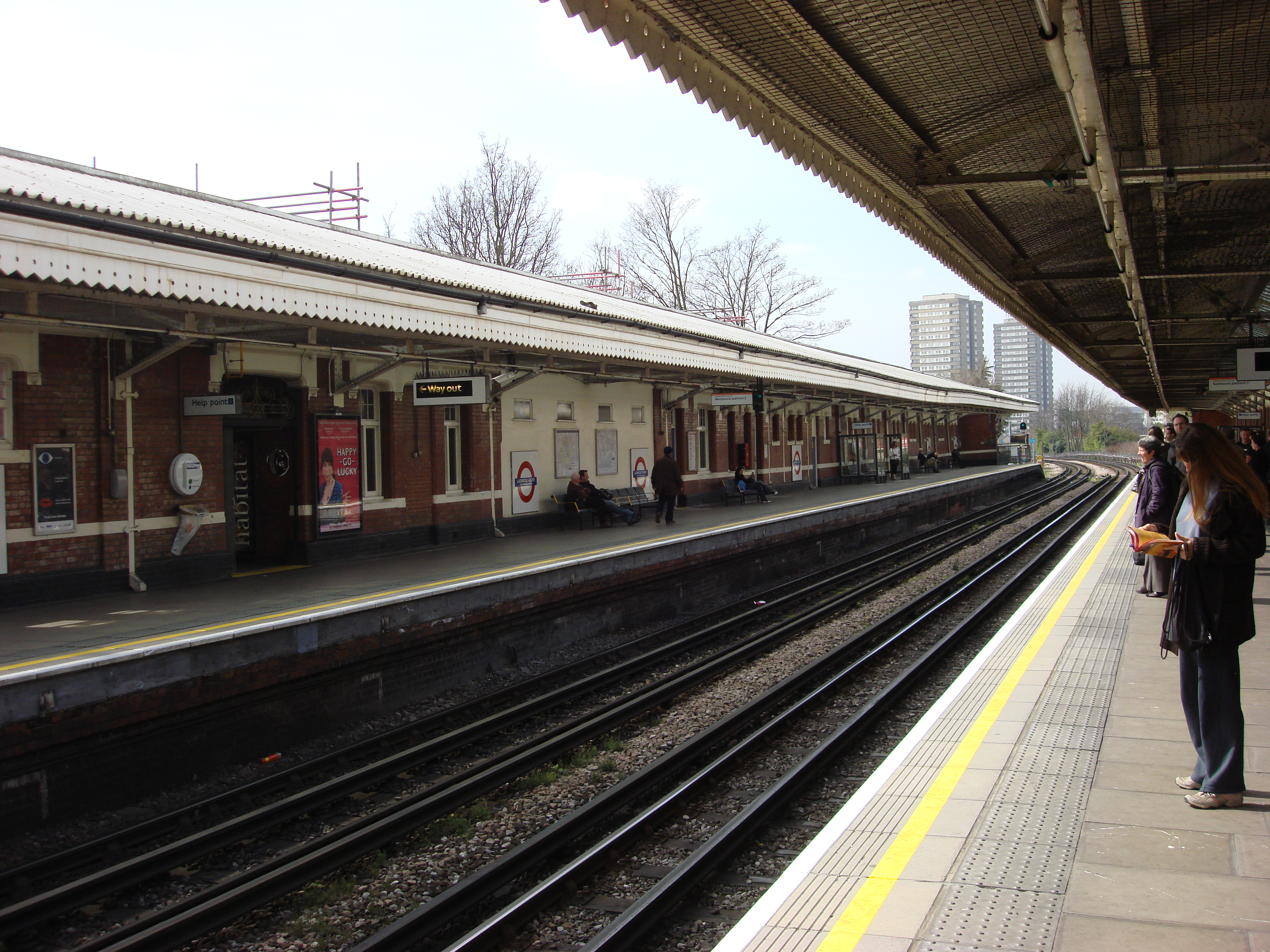
Платформа станції Ледброк-гроув

Ледброк-гроув (англ. Ladbroke Grove) — станція Лондонського метрополітену ліній Кільцева та Гаммерсміт-енд-Сіті. Станція знаходиться у боро Кенсінгтон і Челсі, у 2-й тарифній зоні, між метростанціями Вестборн-парк та Летімер-роуд. В 2017 році пасажирообіг станції становив 5.95 млн пасажирів
Конструкція станції — наземна відкрита з двома береговими платформами.

## Історія
- 13. червня 1864 — відкриття станції у складі Лінії Гаммерсміт-енд-Сіті, як Ноттінг-гілл
- 1869 —  перейменовано на Ноттінг-гілл (Ледброк-гроув)
- 1880 —  перейменовано на Ноттінг-гілл-енд-Ледброк-гроув
- 1. червня 1919 —  перейменовано на Ледброк-гроув (Норт-Кенсінгтон)
- 1938 —  перейменовано на Ледброк-гроув
- 13. грудня 2009 — відкриття трафіку Кільцевої лінії[3]